# Kings Park en Australia Occidental
El Kings Park en Australia Occidental  (inglés: Kings Park, Western Australia) es un parque y jardín botánico de 4,06 km² ubicado en el borde oeste del "central business district" de Perth, Western Australia (Australia Occidental). El parque es una mezcla de parque paisajista de hierba, de jardines botánicos y de matorral natural en el Mount Eliza con dos tercios de los terrenos conservados como "bushland" (matorral) nativo. Con vistas panorámicas al "Darling Range" y del río "Swan" (cisne), alberga a más de 300 especies de plantas nativas y a 80 especies de pájaros. Domina una vista de la ciudad así como los tramos "Perth Water" y "Melville Water" en el Río Swan. 
En 1872 se convirtió en el primer parque de uso público en Australia. Es el destino más popular de los visitante de Australia Occidental, siendo visitado por unos cinco millones de personas de cada año. Los habitantes de la ciudad lo consideran el parque más grande en centro urbano del mundo, ya que es mayor que el Central Park de Nueva York el cual tiene 3,41 km², aunque no alcanza las dimensiones del Bosque de Vincennes en París —con 9,95 km²— o de la Casa de Campo en Madrid, con 17,2 km².
Además de instalaciones turísticas, "Kings Park" contiene el monumento estatal "State War Memorial" en recuerdo de la guerra, el club de tenis "Royal Kings Park Tennis" y un depósito de suministro de aguas. Las calles están alineadas con forma de árbol con las placas individuales dedicadas por miembros de sus familias a los hombres y mujeres de Australia Occidental que murieron en actos del servicio tanto en la 1º como en la Segunda Guerra Mundial.
Durante el mes de septiembre de cada año el "Kings Park" acoge la celebración del "Kings Park Festival" una exhibición y exposición de flores silvestres.

## Historia

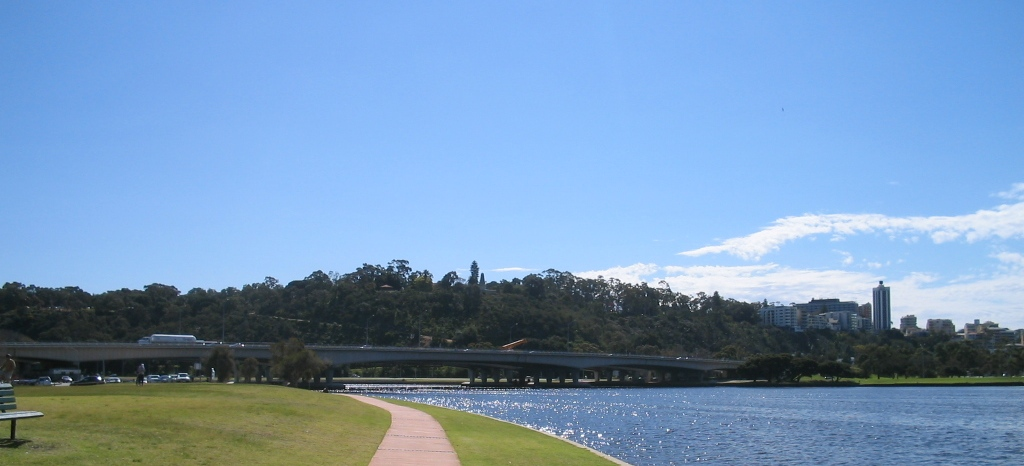
Kings Park desde "South Perth", dominando el Narrows Bridge.

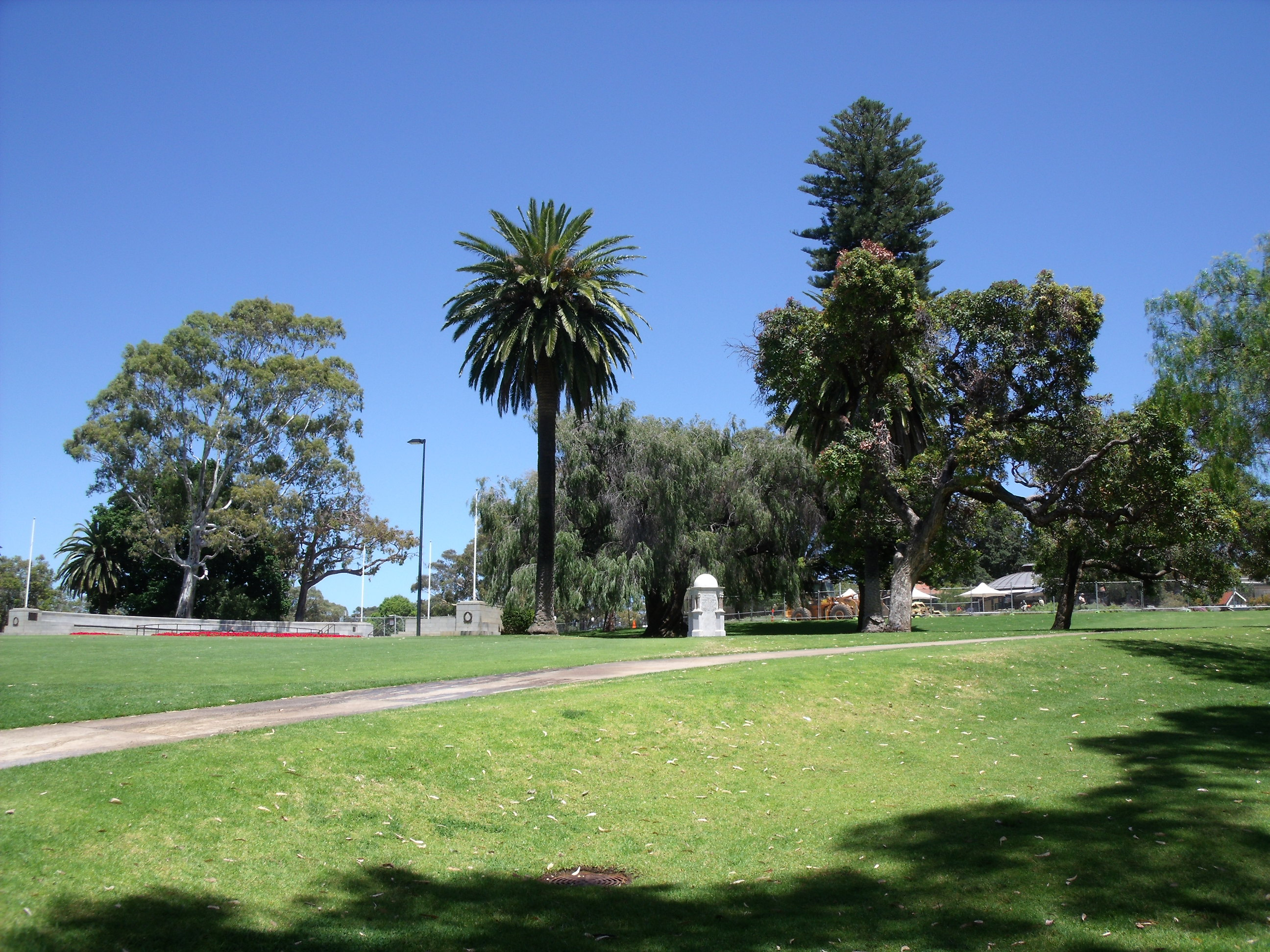
Kings Park en una mañana de verano.

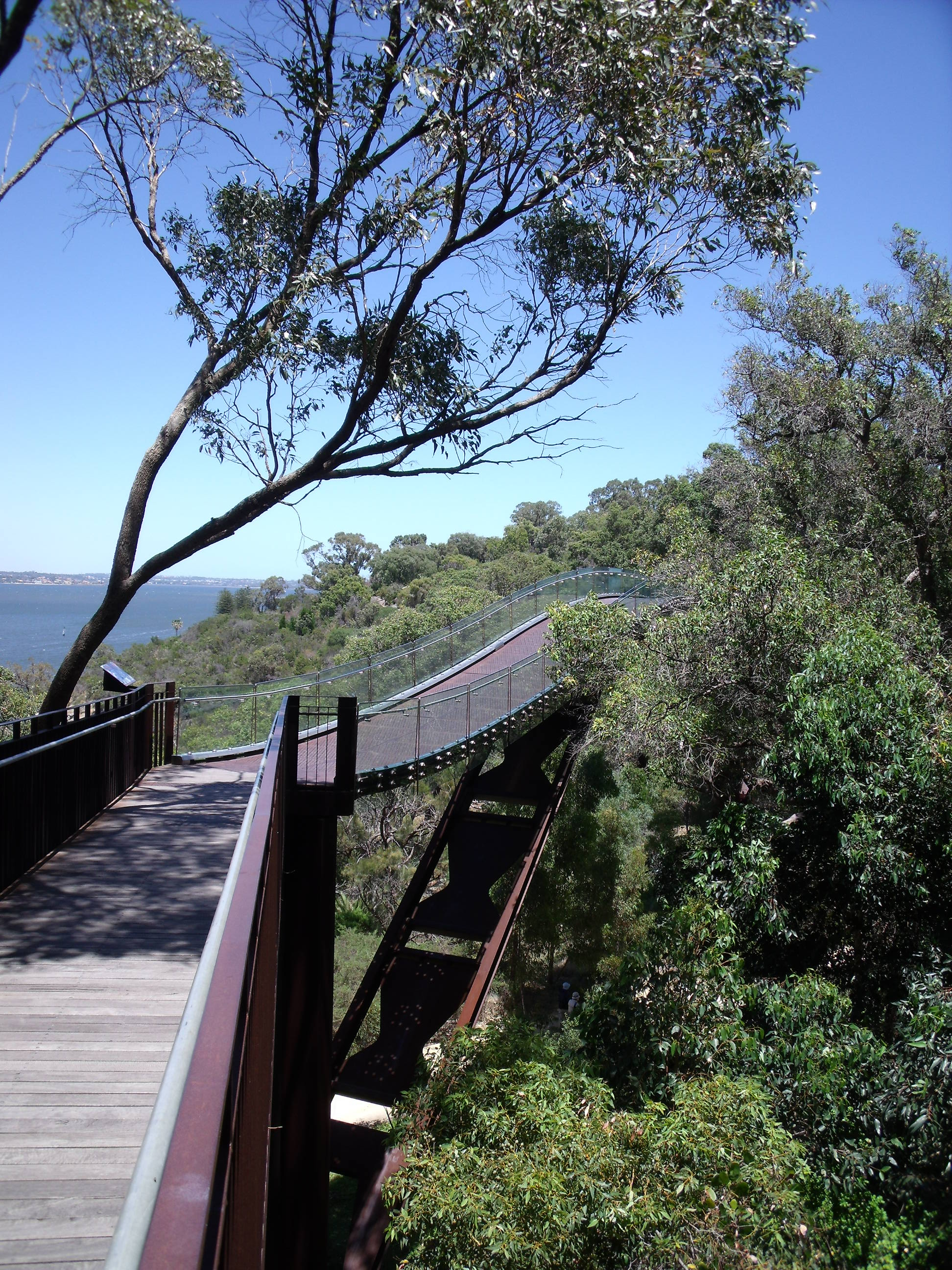
El sendero elevado por las copas de los árboles "The tree top walk" en Kings Park

Antes de la exploración y el establecimiento de europeos el monte Eliza era conocido por los aborígenes como Mooro Katta y Kaarta Gar-up, por los habitantes Nyoongar. El área ha sido un lugar cultural y ceremonial importante para la tribu Whadjuk que tenía sitios para acampar y cotos de caza en el área.
En la base de la vertiente sur hay un manantial de agua dulce, conocido como Kennedy spring (Goonininup), que a lo largo de todo el año suministra agua a los habitantes de la zona. Ya se percató de la existencia de este manantial el primer visitante europeo de la zona, Willem de Vlamingh, el 11 de enero de 1697. El teniente gobernador de la "Swan River Colony", James Stirling, eligió este como el lugar idóneo de emplazamiento de la ciudad de Perth, por esta razón - el único manantial de toda la zona. Nombró el área como Mount Eliza en honor de Mrs. Ralph Darling.
El primer topógrafo de la "Swan River Colony" John Septimus Roe reconoció las cualidades del área e intentó protegerla, identificando la tierra que se dejará sin modificar reservada para propósitos públicos. En 1835 la protección de Roe fue obviada y el primer envío de cinco toneladas de madera de Jarrah fue cortado en Mt Eliza, convirtiéndose en la primera exportación de las colonias. Las talas de árboles continuaron hasta 1871, año en el que el sucesor de Roe Malcolm Fraser persuadió al entonces gobernador Weld para preservar 1.75 km² como reserva pública. En 1890 esta fue agrandada a su tamaño actual por Sir John Forrest, el primer presidente de la junta administrativa designada bajo la "Parks and Reserves Act 1895". Forrest plantó el primer árbol, un "Norfolk Island Pine" (Araucaria heterophylla), y otros árboles fueron introducidos en el lugar, Eucalyptus ficifolia y especies exóticas de especies de Pinus; pocos de estos prosperaron debido sobre todo a falta de riegos.
Oficialmente abierto al público el 10 de agosto de 1895, el parque fue originalmente denominado como "Perth Park" y fue renombrado en 1901 a "King's Park" - el apóstrofo fue más tarde retirado. Este nombre le fue dado para conmemorar la ascensión al trono británico de Rey Eduardo VII y la visita a Perth de George, el duque de Cornualles y la Princesa María. Una de las avenidas principales a través del parque, May Drive se nombra en honor de la Princesa. 
El embalse de Mount Eliza suministra agua al área local, y todavía permanece, pero por el arreglo del arriendo el suministro de agua fue segregado en parte para uso en el parque en sí mismo. Esto fue asignado en gran parte, después de 1919, a los robles y plátanos de indias alineados a lo largo de "May Drive". Sus faltas llevó a su substitución con Bangalay, Eucalyptus botryoides, y Eucalyptus calophylla var. rosea.
Desde 1999, Kings Park está administrado por el Botanic Gardens and Parks Authority (BGPA), el cual también administra el Bold Park, y no está bajo ninguna autoridad gubernamental local. El edificio de la administración del parque, contiene todas las oficinas administrativas en donde los visitantes pueden reservar visitas con guía, conseguir información, o reservar una de las instalaciones. 
El "Kings Park" fue el protagonista en 2006 del documental de TV "The Amazing Race" (La Gran Carrera), donde los equipos de grabación recogieron unas tomas delante del "War Memorial" (monumento de la guerra).
A principios de 2009, el área suroccidental del parque fue dañada seriamente por un fuego, que se ha sospechado ha sido intencionado.

## Monumentos conmemorativos

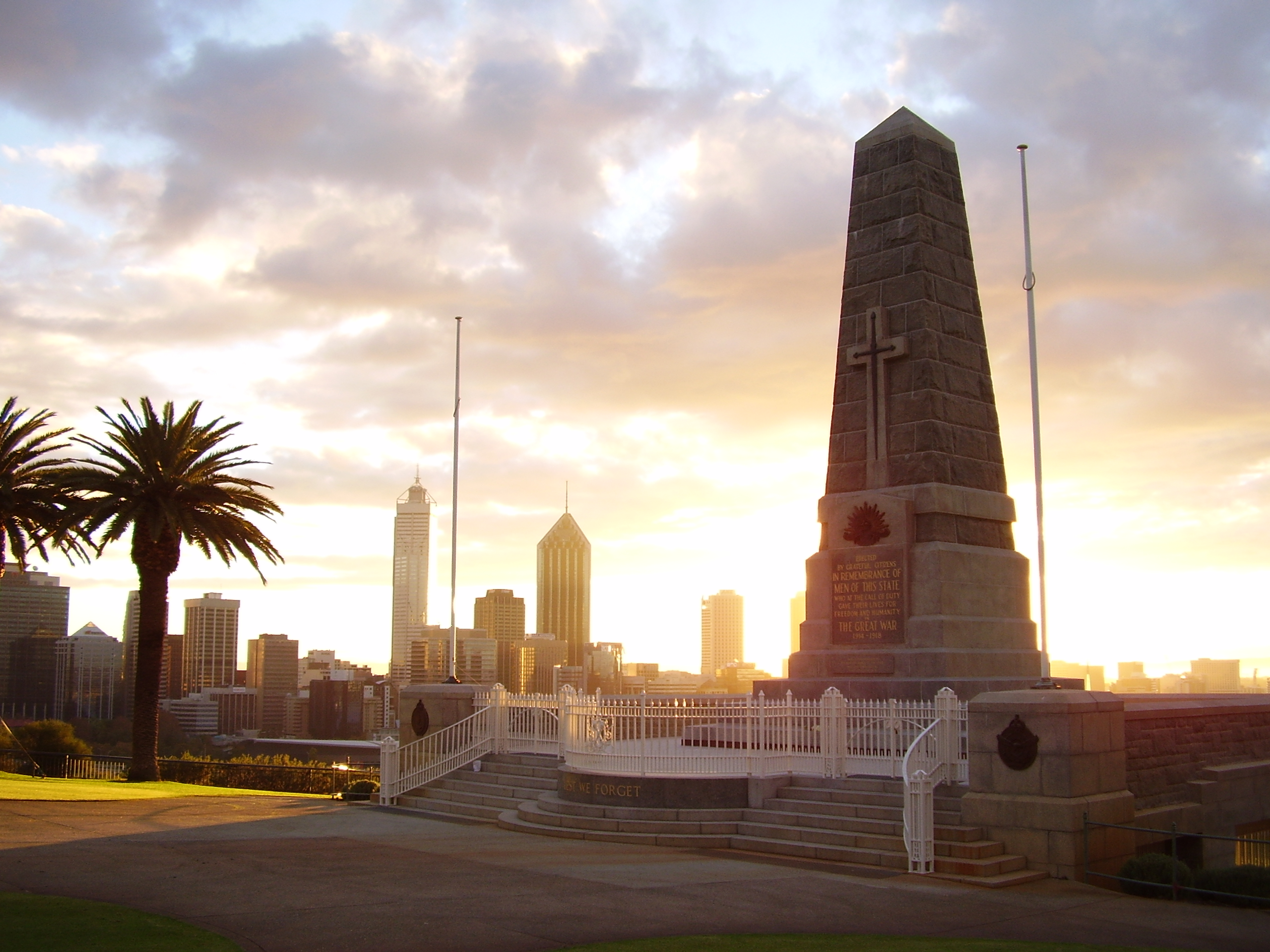
Monumento conmemorativo de la guerra en el Kings Park.

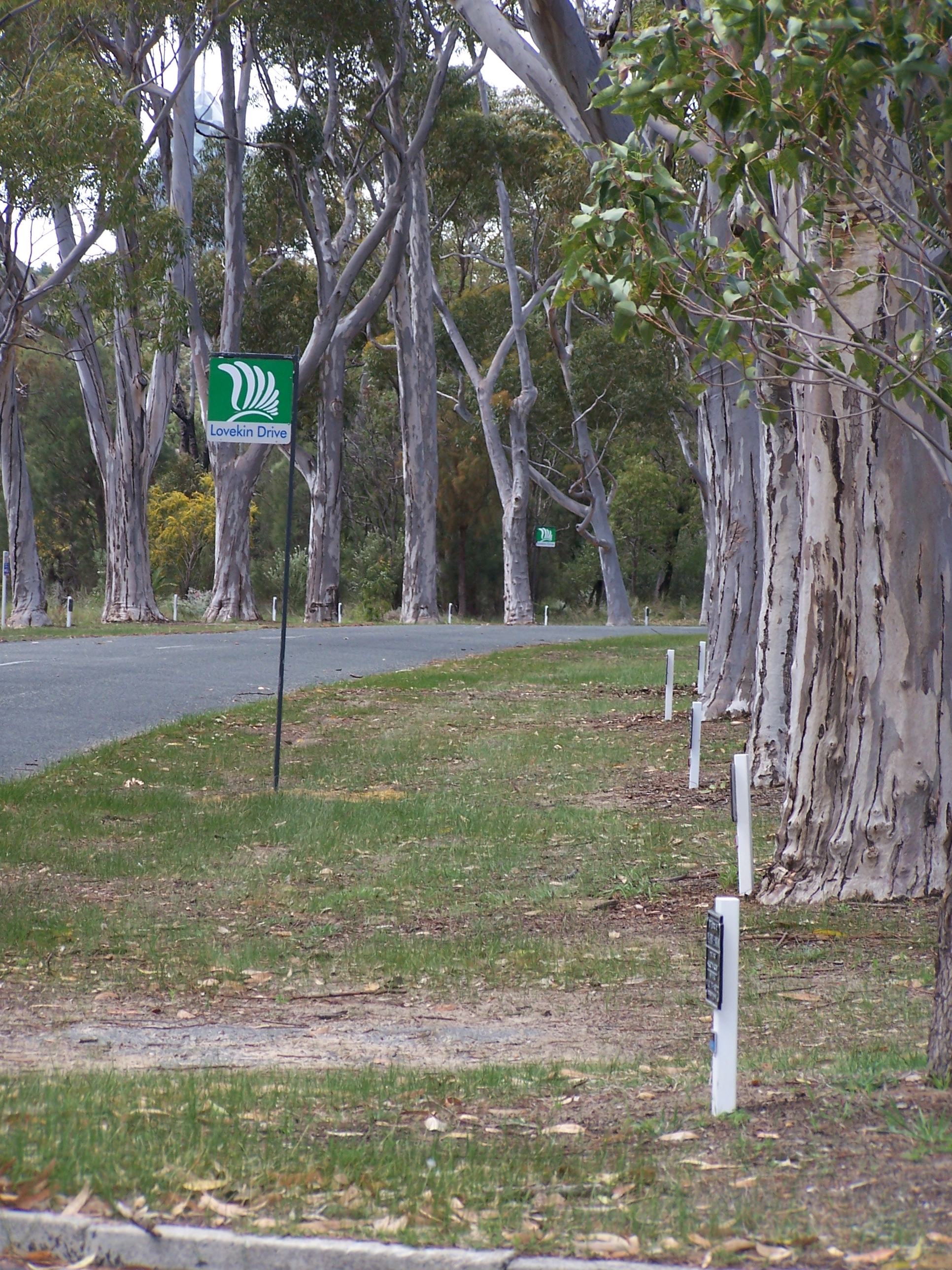
Gomeros de azúcar en "Lovekin drive" (una de las Avenidas del Honor) con placas enfrente.

### Monumento conmemorativo de la guerra
El "State War Memorial Precinct" se encuentra en el Monte Eliza dominando la zona del Río Swan denominada "Perth Water". Está compuesto de Cenotafio, Patio de la Contemplación, Llama del Recuerdo y Estanque de la Reflexión. 
El "State War Memorial Precinct" es visitado por más de 40 000 personas cada Día ANZAC. Se realiza un servicio al alba el día ANZAC 5:30am cada año el 25 de abril. 
El cenotafio fue descubierto en el año de "Centenario de Australia Occidental" - el 24 de noviembre de 1929 por el gobernador Sir William Campion, y tenía como arquitecto honorario al General Sir J. Talbot Hobbs.
El patio de la contemplación está en el lado occidental del recinto y fue descubierto el 6 de noviembre de 1955 por Sir Charles Gairdner. La llama de la conmemoración y el estanque de la reflexión fueron inaugurados por la reina Isabel II el 1 de abril de 2000.
Por debajo el cenotafio está el rodillo del honor con los nombres de todos los hombres y mujeres de Australia Occidental que murieron en la Guerra Bóer, Primera Guerra Mundial, Segunda Guerra Mundial, guerra de Corea o Vietnam. 
Se distribuyen en el parque monumentos más específicos de varias batallas, unidades militares, prisioneros de guerra y a otros grupos. 

## Jardín botánico

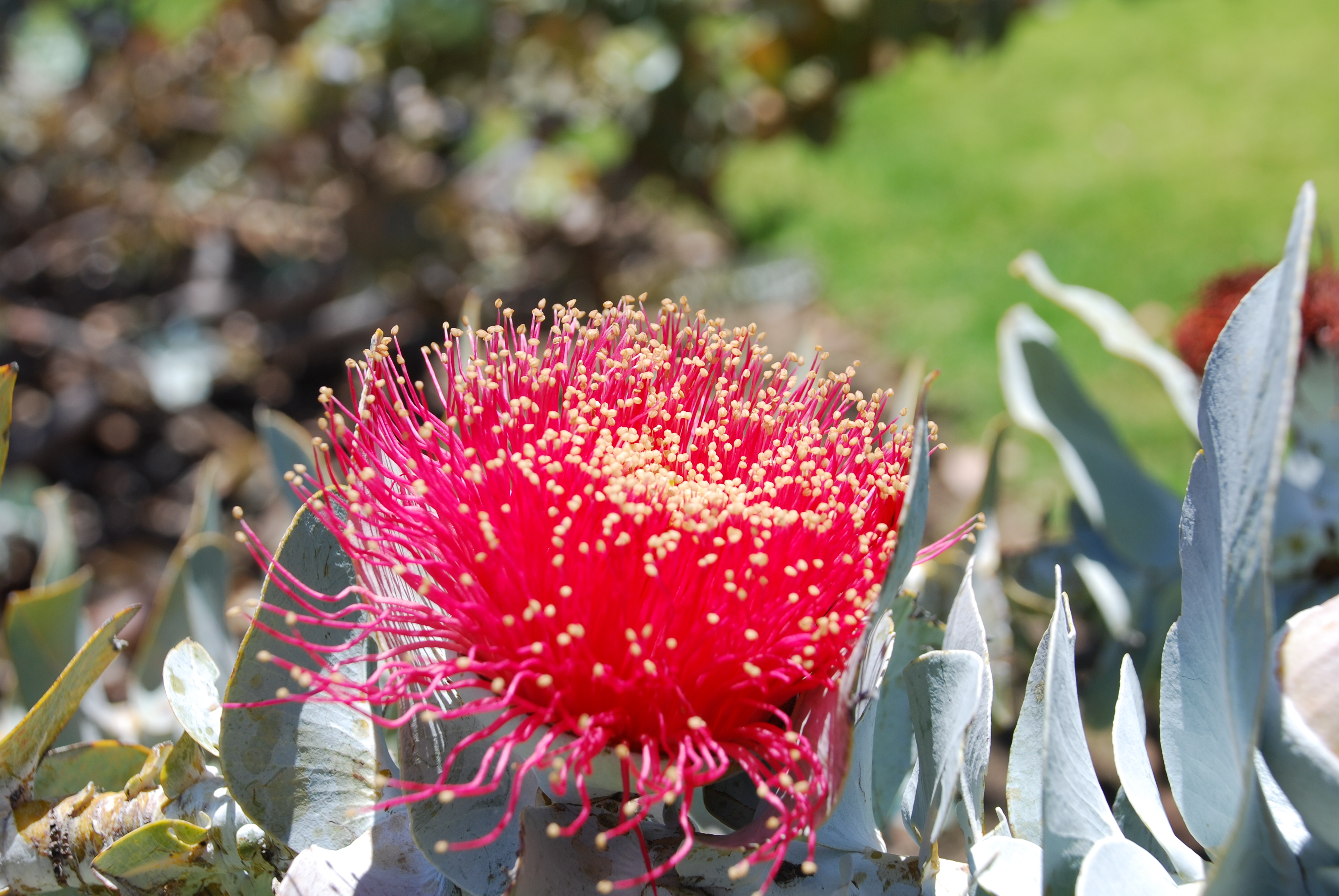
Flores en el jardín botánico.

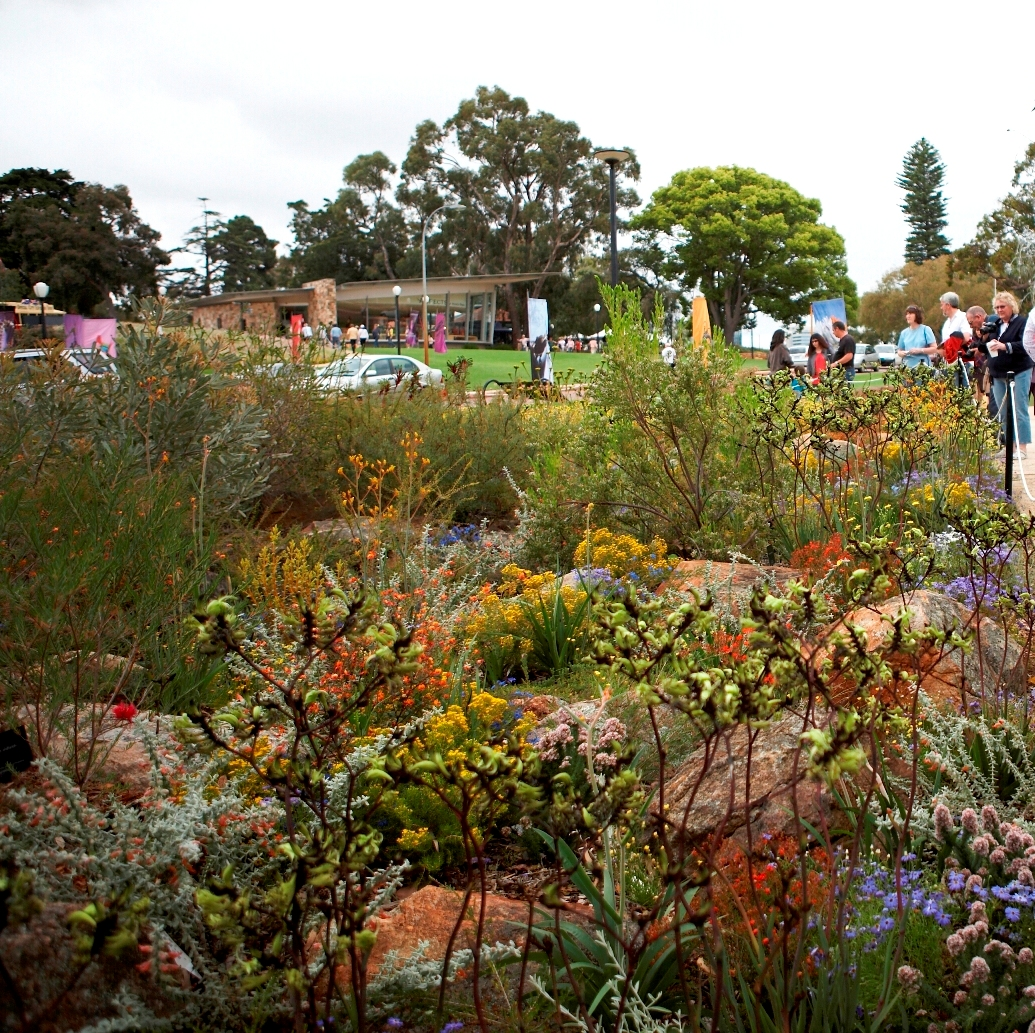
Paseo del jardín botánico.

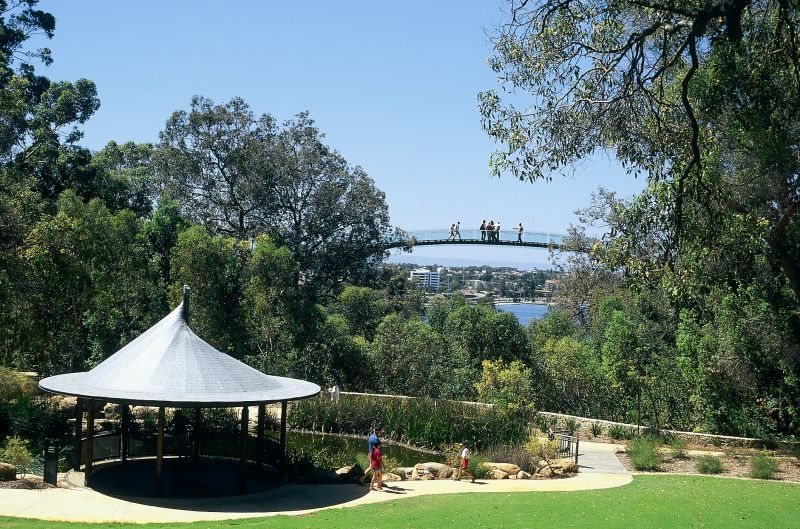
Lotterywest Federation Walkway.

El jardín botánico se encuentra en el interior del parque con una extensión de 18 hectáreas. Actualmente el jardín botánico australiano occidental alberga una colección de 2000 especies de flora australiana occidental en exhibición. 
El jardín botánico es parte de la red mundial de los jardines botánicos dedicados a la conservación de las plantas. El jardín fue diseñado por John Oldham, que llevó a cabo las tendencias del arquitecto de paisaje del gobierno en ese entonces. Fue establecido para mostrar la flora de Australia occidental en Perth para los visitantes de los juegos 1962 British Empire and Commonwealth Games, aunque la apertura oficial no ocurriera hasta 1965. 
.
El jardín botánico actualmente alberga unas 25 000 especies de plantas de Australia y entre las secciones más populares:
- Conservation Garden
- Gija Jumulu Boab Tree
- Pioneer Women's Memorial Fountain and Water Garden
- Lotterywest Federation Walkway

### Ciencia
La dirección de la ciencia dentro del "Botanic Gardens and Parks Authority" es renombrada por su trabajos científicos e investigación de calidad mundial, especializándose en la conservación y la restauración de los ecosistemas nativos y las especies. 
La dirección se categoriza en áreas científicas específicas incluyendo la restauración de la ecología, la ciencia de la semilla, la conservación genética, la ciencia de la propagación y la ciencia de las orquídeas, que son apoyadas por muchos acreditados científicos investigadores y estudiantes.

### Festival del Kings Park
Comenzando en 1965, el "Kings Park Festival" ha evolucionado hasta una celebración de un mes de exhibiciones florales, de música en directo, de exposiciones, de talleres, de ilustraciones interpretativas, de caminatas dirigidas y de actividades de la familia durante el mes de septiembre. 
Creado para promover la belleza de las plantas silvestres nativas de la Australia Occidental, el acontecimiento ahora atrae unas 500 000 personas incluyendo entusiastas, familias, estudiantes de las escuelas, artistas, jubilados y amantes de la horticultura.

## Torre DNA
Construida en el punto más alto del parque en 1966, la torre del DNA tiene 15 m de altura con una escalera blanca en doble hélice que tiene 101 peldaños y fue inspirada por una escalera doble en el Château de Blois en Francia. 
Su diseño se asemeja al de la molécula del ácido desoxirribonucléico (DNA). La pavimentación debajo de la torre DNA se hace con piedras enviadas a partir de 11 ciudades y de 80 condados en Australia occidental.

## Galería de Arte Aborigen
La galería de arte aborigen es un distribuidor al por menor en la avenida de Fraser que exhibe los trabajos de artistas aborígenes de Australia Occidental y del Territorio del Norte.

El "Perth central business district" desde la "Aboriginal Art Gallery".